# Арміній Вамбері
Арміній Вамбері (угор. Vámbéry Ármin, нім. Hermann Bamberger; нар. 19 березня 1832 Нідермаркт — пом. 15 вересня 1913 Будапешт) — угорський тюрколог, мандрівник по Середній Азії.

## Молодість
Вамбері народився в Угорщині (сучасні словацькі землі, що входили у 19 ст. до Угорщини), яка на той час належала Австрійській імперії. Його батько єврей займався дрібною торгівлею та був переконаним талмудистом. Після його смерті Арміній разом з матір'ю переїздить до м. Сердагелі на о. Шютт. Тут він спочатку вчився у єврейській школі, потім в коледжі у монахів-бенедиктинців. У 1844 році Арміній на прохання матері поступає учнем до дамського кравця. Але Вамбері вирішив накопичити грошей для вступу у школу у Пресбурзі. Ця мрія здійснилася у 1845 році. Через рік Арміній Вамбері, який мав чудову пам'ять, вільно володів кількома десятками мов, у тому числі латиною, французькою, німецькою та англійською мовами. Після цього він почав давати приватні уроки у Пешті та Відні, пропонував свої послуги міністерству закордонних справ Австрійської імперії, але без результату.

## Подорожі
Вамбері багато читав книг про Азію. Щоб потрапити туди він вивчав турецьку мову, а в 1857 році за допомогою барона Етвеша вирушив до Туреччини. В цей час у Стамбулі була велика кількість угорських емігрантів. Деякий час Арміній жив у угорському клубі. Незабаром він знайшов собі учнів у багатих турецьких родинах, які бажали вивчати французьку мову. Арміній вивчав турецькі звичаї, навчився їздити верхи на конях та верблюдах. Вивчав також історію, літературу та філософію Сходу, відвідував бібліотеки, медресе. Через деякий час Вамбері почав складати словники, друкуватися у турецьких та європейських журналах, став відомим у наукових колах. Угорська академія наук обрала його членом-кореспондентом. Академія наук надала Армінію 1 тисячу форинтів для подорожі по Ірану, Туркестану, Хиві та Бухарі. Однією з цілей Вамбері було вивчення тюркської мови, збору матеріалів для вивчення коренів угорської мови.
У 1862 році Арміній Вамбері вирушив зі Стамбула на англійському пароплаві під ім'ям Решид-ефенді. Прибувши до Трапезунду, вирушив до Ірану. Під час подорожі по цій країні знову змінив ім'я на Решид-хаджі. Під виглядом дервіша попрямував далі. Завдяки своєму мистецтву перевдягання місцеві жителі не впізнали в ньому європейця. Арміній побував в Тебрізі, Ісфахані, Ширазі, Тегерані.
З Ірану Вамбері прибув у Туркестан і Хиву. Після цього вирушив до Бухари. Усюди він занотовував свої враження про звичаї та традиції місцевого населення. З Бухари Вамбері вирушив до Самарканда, а звідти через Керкі, Меймене, Герат та Мешхед знову побував у Тегерані. Тут іранський шах вручив йому орден Лева та Сонця.
Незабаром Вамбері повернувся до Будапешта. Його подорож тривала близько 2 років. Після Будапешта він побував у Лондоні, де представив свої записи Королівському географічному товариству. А у 1902 році король Великої Британії Едуард VII вшанував Армінія орденом Вікторії.
У Будапешті Арміній Вамбері очолив кафедру східних мов, де продовжував свої наукові заняття.

## Роботи А.Вамбері
- Подорож по Середній Азії. 1868 рік.
- Нариси Середньо Азії. 1868 рік.
- Історія Бохари, або Трансоксанії, з найдавніших часів до теперішнього. 1873 рік.